# Peter Lackmann (Ratsherr)
Peter Lackmann, auch Laakmann (* 5. April 1618 in Schwelm in Westfalen; † 7. August 1686 in Lübeck), war ein Lübecker Kaufmann und Ratsherr.

## Leben
Peter Lackmann kam als Kaufmann nach Lübeck. 1653 erlangte er das Bürgerrecht. Er schloss sich den Lübecker Bergenfahrern an und wurde 1661 deren Ältermann. Als Folge des Bürgerrezesses vom 9. Januar 1669 wurde er am 19. Januar 1669 zusammen mit sieben weiteren Bürgern der Stadt als Ratsherr in den Lübecker Rat erwählt.
Der gleichnamige Pastor und Kirchenlieddichter Peter Lackmann war sein Sohn.